# Peltigera leucophlebia
Peltigera leucophlebia ist eine Laubflechte aus der Familie der Schildflechten (Peltigeraceae). Das Artepitheton setzt sich aus den beiden griechischen Worten λευκός (leukós = hell) und φλέψ (phléps = Ader) zusammen und bezieht sich auf die auffällige Aderung auf der Unterseite.

## Beschreibung
Die Lappen des Lagers werden zwischen zwei und vier Zentimeter groß und sind feucht von rein grüner Farbe, trocken hellgrau. Die Algenschicht besteht aus Grünalgen der Gattung Coccomyxa. Auffällig in den Lappen sind dunkle, 0,2–1,0 mm breite Nester, sogenannte Cephalodien, die Cyanobakterien der Gattung Nostoc enthalten. Die helle Lagerunterseite besitzt ein deutliches Netz von dunklen Adern und schwarzen Rhizinen. Apothecien sind ziemlich selten. Sie sind rotbraun, sattelförmig und treten auf kurzen Fortsätzen der Lappenränder auf.

## Standort und Vorkommen
Die Flechte wächst vor allem in der montanen Stufe bis über die Waldgrenze an schattigen (feuchten) Standorten zwischen Moosen oder auf Felsen (sowohl auf Karbonat- als auch auf Silikatgestein). Sie ist eine Flechte der arktischen und gemäßigten Zone und kommt sowohl in Europa als auch in Nordamerika und in Asien vor.

## Systematik
Peltigera leucophlebia wurde ursprünglich als Varietät der ähnlichen Flechte Peltigera aphthosa angesehen, die sich durch eine einheitlich filzige, dunkle Unterseite unterscheidet. Erst 1926 etablierte der ungarische Botaniker Gyelnik Peltigera leucophlebia als eigene Art. Aufgrund ihrer im feuchten Zustand apfelgrünen Farbe wurden beide Flechten als „Apfelflechte“ bezeichnet (und später von Gyelnik in eine eigene Gattung Chloropeltigera gestellt).

## Nutzung
Die Lappen beider Flechten wurden früher unter der Bezeichnung Herba musci cumatilis als abführende und wurmtreibende Mittel verwendet.